# Robert Kasperczyk
Robert Kasperczyk (Tuchów, 22 gennaio 1967) è un allenatore di calcio, dirigente sportivo ed ex calciatore polacco, di ruolo attaccante, tecnico del Podbeskidzie.